# Niðafjöll
Niðafjöll (også skrevet som Niðvellir, norrønt for mørke bjerge) eller Nidafjeld er et sted i nordisk mytologi, der ligger i den nordlige del af Hel. Niðafjöll er det sted, hvor dragen Nidhug bor. Ifølge Snorri Sturluson vil de gode og dydige mennesker komme til at bo her efter ragnarok, på trods af, at det ligger tæt på Hel.
Niðafjöll bliver nævnt i vers 66 Völuspá i den Ældre Edda:.

"Fra under dragen kommer mørket frem, Nidhug flyver fra Niðafjöll
Han bærer læg i sine vinger, den lyse orm: men nu må jeg synke"

## Andre kilder
- Faulkes, Anthony (trans. and ed.) (1987) Edda of Snorri Sturluson (Everyman's Library) ISBN 0-460-87616-3
- Lindow, John (2001) Handbook of Norse mythology (Santa Barbara: ABC-Clio) ISBN 1-57607-217-7
- Orchard, Andy (1997) Dictionary of Norse Myth and Legend (Cassell) ISBN 0-304-34520-2
- Simek, Rudolf (2007) translated by Angela Hall. Dictionary of Northern Mythology  (D.S. Brewer) ISBN 0-85991-513-1